# Флоріан Товен
Флоріа́н Тове́н (фр. Florian Thauvin, нар. 26 січня 1993, Орлеан) — французький футболіст, півзахисник італійського  «Удінезе» та національної збірної Франції. Чемпіон світу 2018 року.

## Клубна кар'єра
Народився 26 січня 1993 року в місті Орлеан. Вихованець юнацьких команд футбольних клубів «Енгре», «Сен-Жан-де-ла-Рюель» та «Орлеан». 2008 року потрапив в академію «Гренобля».

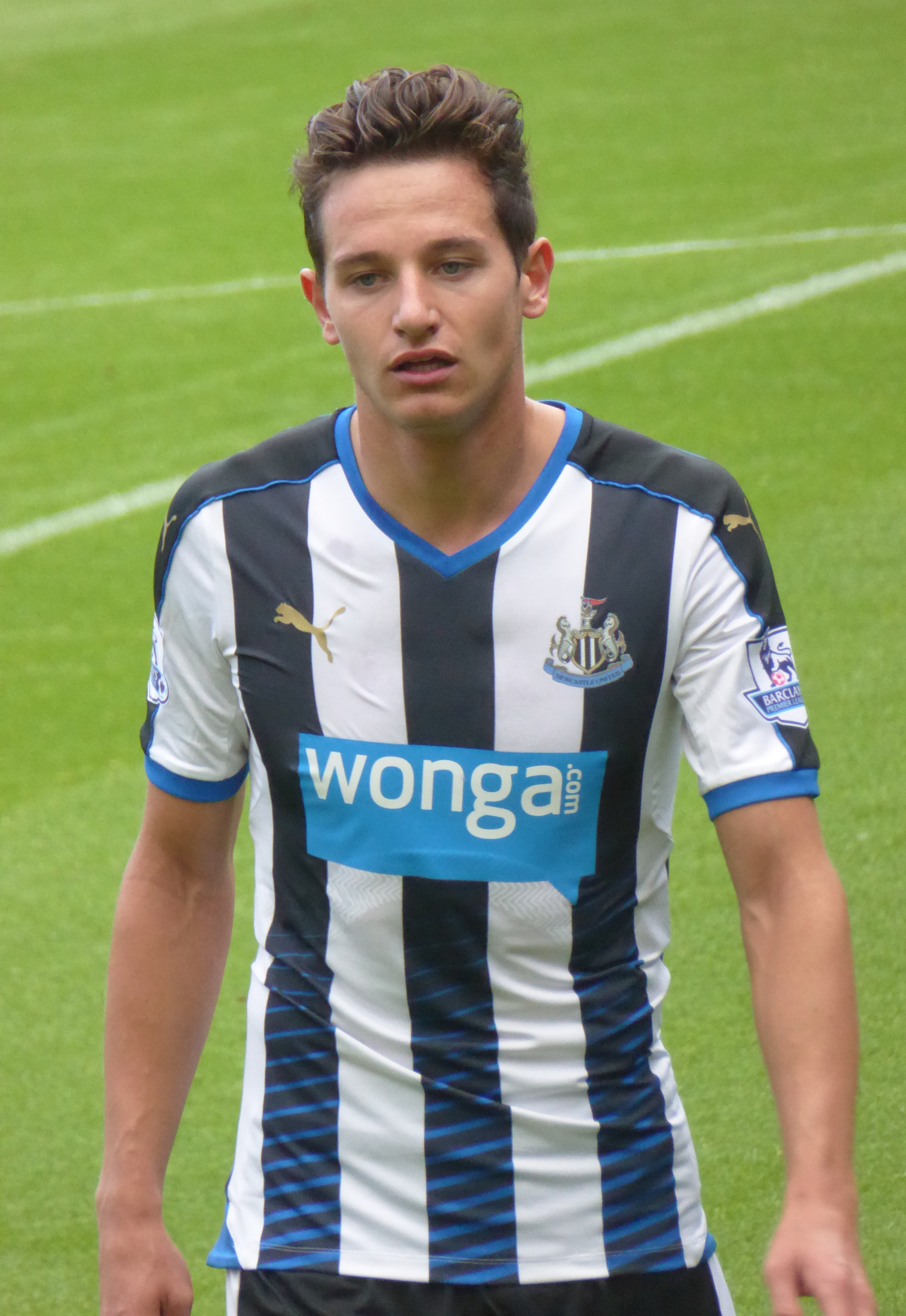
Флоріан Товен під час виступів за «Ньюкасл Юнайтед». 29 серпня 2015 року.

З 2011 року почав виступати в основному складі «Гренобля», дебютувавши 11 березня в грі Ліги 2 проти «Ванна», що закінчилася з рахунком 1:1. Після позбавлення «Гренобля» статусу професійної команди і її подальшого спуску у Другу Аматорську лігу Товен перебрався в «Бастію», підписавши з корсиканським клубом перший у своєму житті професійний контракт. 28 жовтня 2012 року Флоріан вперше у своїй кар'єрі забив гол, відзначившись дублем у ворота «Бордо», тим самим внісши вагомий внесок у загальну перемогу «Бастії» з рахунком 3:1. 
29 січня 2013 року Товен підписав контракт на чотири з половиною роки з клубом Ліги 1 «Ліллем» за 3,5 млн. €. Проте відразу ж молодий гравець був відправлений назад в «Бастію» на правах оренди до кінця сезону.
2 вересня 2013 року уклав контракт з клубом «Марсель», що заплатив за гравця 15 млн. євро. У складі нової команди Товен провів наступні два роки своєї кар'єри гравця і також здебільшого виходив на поле в основному складі команди.
До складу клубу «Ньюкасл Юнайтед» приєднався 19 серпня 2015 року за 12 млн. фунтів. Проте закріпитись у складі англійського клубу не зумів і у січні наступного року був відданий назад в оренду в «Марсель» до кінця сезону.
Провівши в оренді в «Марселі» півтора року, Товен став гравцем основи, другим найкращим бомбардиром команди в сезоні 2016/17 з 15 голами в чемпіонаті та отримав відзнаку найкращого гравця Ліги 1 березня 2017. У червні 2017 «Марсель» викупив контракт гравця.
У сезоні 2017/18 Товен став найкращим бомбардиром клубу, забивши 26 голів у всіх змаганнях, та став другим найкращим бомбардиром Ліги 1, поступившись лише Едінсону Кавані. Протягом року він двічі вигравав звання найкращого гравця місяця Ліги 1: у листопаді 2017 та в січні 2018. Разом з клубом Товен став фіналістом Ліги Європи та увійшов до десятки найкращих гравців турніру.
Наступного сезону і Товен, і «Марсель» показували гіршу гру та нижчу результативність. З огляду на травми та погану форму Дімітрі Паєта Флоріан був лідером атак клубу, посівши перше місце і за кількістю голів, і за кількістю результативних передач, однак зі значно нижчими показниками, ніж у попередньому сезоні.
Улітку 2019 він зазнав серйозної травми та переніс операцію на надп'ятково-гомілковому суглобі, який його турбував протягом кількох років. Зігравши лише 11 хвилин у чемпіонаті в серпні, він вибув до зими. Товен повернувся на поле після травми 6 березня 2020 в грі проти «Ам'єна», вийшовши на 10 хвилин. Ця гра виявилася останньою в сезоні, оскільки змагання були перервані через пандемію коронавірусної хвороби 2019.
Провівши за сім з половиною сезонів понад 280 матчів різних турнірів за марсельскьу команду, 2021 року перебрався до Мексики, де півтора сезони провів у складі  
команди «УАНЛ Тигрес».
На початку 2023 року повернувся до Європи, ставши гравцем італійського  «Удінезе».

## Виступи за збірні
2011 року дебютував у складі юнацької збірної Франції, взяв участь у 4 іграх на юнацькому рівні.
Протягом 2012–2013 років залучався до складу молодіжної збірної Франції, разом з якою став чемпіоном світу 2013 року, забивши на турнірі 3 голи. Всього на молодіжному рівні зіграв у 26 офіційних матчах, забив 15 голів.
У червні 2017 року дебютував в офіційних матчах у складі національної збірної Франції.
У травні 2018 року був включений до заявки збірної для участі у тогорічному чемпіонаті світу в Росії, у якому французька збірна одержала перемогу.

## Статистика виступів

### Статистика клубних виступів
Станом на 11 серпня 2023 року
| Сезон                   | Команда                 | Чемпіонат               | Чемпіонат | Чемпіонат | Національний кубок | Національний кубок | Національний кубок | Континентальні кубки | Континентальні кубки | Континентальні кубки | Інші змагання | Інші змагання | Інші змагання | Усього | Усього |
| Сезон                   | Команда                 | Ліга                    | Ігор      | Голів     | Ліга               | Ігор               | Голів              | Ліга                 | Ігор                 | Голів                | Ліга          | Ігор          | Голів         | Ігор   | Голів  |
| ----------------------- | ----------------------- | ----------------------- | --------- | --------- | ------------------ | ------------------ | ------------------ | -------------------- | -------------------- | -------------------- | ------------- | ------------- | ------------- | ------ | ------ |
| 2010-11                 | «Гренобль»              | Л2 (ІІ)                 | 3         | 0         | —                  | —                  | —                  | —                    | —                    | —                    | —             | —             | —             | 3      | 0      |
| 2011-12                 | «Бастія»                | Л2 (ІІ)                 | 13        | 0         | КФ                 | 2                  | 0                  | —                    | —                    | —                    | —             | —             | —             | 15     | 0      |
| 2012-13                 | «Бастія»                | Л1                      | 32        | 10        | КФ+КЛ              | 1+2                | 0                  | —                    | —                    | —                    | —             | —             | —             | 35     | 10     |
| Усього за «Бастію»      | Усього за «Бастію»      | Усього за «Бастію»      | 45        | 10        |                    | 6                  | 0                  |                      |                      |                      |               |               |               | 51     | 10     |
| 2013-14                 | «Марсель»               | Л1                      | 31        | 8         | КФ+КЛ              | 2+2                | 1+0                | ЛЧ                   | 6                    | 1                    | —             | —             | —             | 41     | 10     |
| 2014-15                 | «Марсель»               | Л1                      | 36        | 5         | КФ+КЛ              | 1+1                | 0                  | —                    | —                    | —                    | —             | —             | —             | 38     | 5      |
| серп. 2015              | «Марсель»               | Л1                      | 2         | 0         | КФ+КЛ              | 0+0                | 0                  | —                    | —                    | —                    | —             | —             | —             | 2      | 0      |
| серп.2015-січ. 2016     | «Ньюкасл Юнайтед»       | ПЛ                      | 13        | 0         | КА+КЛ              | 1+2                | 0+1                | —                    | —                    | —                    | —             | —             | —             | 16     | 1      |
| січ.-черв. 2016         | «Марсель»               | Л1                      | 14        | 2         | КФ+КЛ              | 4+0                | 2+0                | ЛЄ                   | 2                    | 0                    | —             | —             | —             | 20     | 4      |
| 2016–17                 | «Марсель»               | Л1                      | 38        | 15        | КФ+КЛ              | 3+2                | 0                  | —                    | —                    | —                    | —             | —             | —             | 43     | 15     |
| 2017–18                 | «Марсель»               | Л1                      | 35        | 22        | КФ+КЛ              | 3+1                | 0                  | ЛЄ                   | 15                   | 4                    | —             | —             | —             | 54     | 26     |
| 2018–19                 | «Марсель»               | Л1                      | 33        | 16        | КФ+КЛ              | 1+0                | 0                  | ЛЄ                   | 3                    | 2                    | —             | —             | —             | 37     | 18     |
| 2019–20                 | «Марсель»               | Л1                      | 2         | 0         | КФ+КЛ              | —                  | —                  | —                    | —                    | —                    | —             | —             | —             | 2      | 0      |
| 2020–21                 | «Марсель»               | Л1                      | 36        | 8         | КФ                 | 1                  | 0                  | ЛЧ                   | 6                    | 0                    | СКФ           | 1             | 0             | 44     | 8      |
| Усього за «Марсель»     | Усього за «Марсель»     | Усього за «Марсель»     | 227       | 76        |                    | 21                 | 3                  |                      | 32                   | 7                    |               | 1             | 0             | 281    | 86     |
| 2021–22                 | «УАНЛ Тигрес»           | ПД                      | 23+5      | 4+1       | -                  | -                  | -                  | -                    | -                    | -                    | КЛ            | 1             | 0             | 29     | 5      |
| 2022-січ. 2023          | «УАНЛ Тигрес»           | ПД                      | 7+3       | 3+0       | -                  | -                  | -                  | -                    | -                    | -                    | -             | -             | -             | 10     | 3      |
| Усього за «УАНЛ Тигрес» | Усього за «УАНЛ Тигрес» | Усього за «УАНЛ Тигрес» | 38        | 8         |                    | -                  | -                  |                      | -                    | -                    |               | 1             | 0             | 39     | 8      |
| січ.-черв. 2023         | «Удінезе»               | A                       | 16        | 0         | КІ                 | -                  | -                  | -                    | -                    | -                    | -             | -             | -             | 16     | 0      |
| 2023–24                 | «Удінезе»               | A                       | 0         | 0         | КІ                 | 1                  | 1                  | -                    | -                    | -                    | -             | -             | -             | 1      | 1      |
| Усього за «Удінезе»     | Усього за «Удінезе»     | Усього за «Удінезе»     | 16        | 0         |                    | 1                  | 1                  |                      | -                    | -                    |               | -             | -             | 17     | 1      |
| Усього за кар'єру       | Усього за кар'єру       | Усього за кар'єру       | 341       | 94        |                    | 30                 | 5                  |                      | 32                   | 7                    |               | 2             | 0             | 404    | 106    |

### Статистика виступів за збірну
| Дата       | Місто            | Господарі | Результат | Гості     | Турнір               | Голи | Примітки |
| ---------- | ---------------- | --------- | --------- | --------- | -------------------- | ---- | -------- |
| 2-6-2017   | Ренн             | Франція   | 5 – 0     | Парагвай  | товариський матч     | -    | 80'      |
| 10-11-2017 | Париж            | Франція   | 2 – 0     | Уельс     | товариський матч     | -    | 84'      |
| 23-3-2018  | Сен-Дені         | Франція   | 2 – 3     | Колумбія  | товариський матч     | -    | 83'      |
| 1-6-2018   | Ніцца            | Франція   | 3 – 1     | Італія    | товариський матч     | -    | 82'      |
| 30-6-2018  | Казань           | Франція   | 4 – 3     | Аргентина | ЧС 2018 - 1/8 фіналу | -    | 89'      |
| 11-10-2018 | Генгам           | Франція   | 2 – 2     | Ісландія  | товариський матч     | -    | 59'      |
| 20-11-2018 | Сен-Дені         | Франція   | 1 – 0     | Уругвай   | товариський матч     | -    | 36'      |
| 22-3-2019  | Кишинів          | Молдова   | 1 – 4     | Франція   | Відбір до ЧЄ 2020    | -    | 73'      |
| 4-6-2019   | Нант             | Франція   | 2 – 0     | Болівія   | товариський матч     | -    |          |
| 11-6-2019  | Андорра-ла-Велья | Андорра   | 0 – 4     | Франція   | Відбір до ЧЄ 2020    | 1    | 81'      |
| Усього     |                  | Матчів    | 10        |           | Голів                | 1    |          |

| Дата       | Місто            | Господарі | Результат | Гості      | Турнір                             | Голи | Примітки |
| ---------- | ---------------- | --------- | --------- | ---------- | ---------------------------------- | ---- | -------- |
| 10-10-2013 | Єреван           | Вірменія  | 1 – 4     | Франція    | Кваліфікація молодіжного Євро-2015 | 2    |          |
| 14-10-2013 | Лаугардалсволлур | Ісландія  | 3 – 4     | Франція    | Кваліфікація молодіжного Євро-2015 | -    |          |
| 14-11-2013 | Стад-де-Франс    | Франція   | 6 – 0     | Вірменія   | Кваліфікація молодіжного Євро-2015 | 3    |          |
| 18-11-2013 | Стад-де-Франс    | Франція   | 1 – 1     | Нідерланди | Товариський матч                   | -    | 58'      |
| 2-6-2014   | Сен-П'єр         | Франція   | 6 – 0     | Сінгапур   | Товариський матч                   | 1    |          |
| 4-9-2014   | Астана           | Казахстан | 1 – 5     | Франція    | Кваліфікація молодіжного Євро-2015 | -    | 68'      |
| 8-9-2014   | Осер             | Франція   | 1 – 1     | Ісландія   | Кваліфікація молодіжного Євро-2015 | -    | 90+2'    |
| 10-10-2014 | Ле-Ман           | Франція   | 2 – 0     | Швеція     | Кваліфікація молодіжного Євро-2015 | 1    |          |
| 14-10-2014 | Гальмстад        | Швеція    | 4 – 1     | Франція    | Кваліфікація молодіжного Євро-2015 | -    |          |
| 17-11-2014 | Брест            | Франція   | 3 – 2     | Англія     | Товариський матч                   | -    | 64'      |
| Усього     |                  | Матчів    | 10        |            | Голів                              | 7    |          |

## Титули і досягнення
- Чемпіон світу (U-20): 2013
- Чемпіон світу: 2018